# Gabbro Hills
Die Gabbro Hills sind eine Reihe schroffer Gebirgskämme an der Dufek-Küste in der antarktischen Ross Dependency. Sie erstrecken sich im Königin-Maud-Gebirge entlang des Ross-Schelfeises zwischen den Einmündungen des Barrett- und des Gough-Gletschers. Nach Süden reichen sie bis zum Ropebrake-Pass.
Die Südgruppe der New Zealand Geological Survey Antarctic Expedition (1963–1964) benannte sie nach dem plutonischen Magmagestein Gabbro, das hier vorherrschend ist.